# 陈贵谊
陈贵谊(1183年—1234年)，字正甫。福建福清人。
庆元五年(1199年)，中进士，任端州观察推官。历任武学谕、国子录、太学博士。出知江阴军，提举江西常平。宋理宗即位后，历任司封郎官兼翰林权直、起居舍人、中书舍人、礼部尚书兼给事中。理宗亲政后，进参知政事兼同知枢密院事。